# Escharella ashapurae
Escharella ashapurae is een mosdiertjessoort uit de familie van de Escharellidae. De wetenschappelijke naam van de soort werd voor het eerst geldig gepubliceerd in 2007 door Guha en Gopikrishna.